# De Kannibrallen
De Kannibrallen (Frans: Les Crannibales)) is een Belgische stripreeks die werd geschreven door Jean-Claude Fournier en Zidrou (pseudoniem van Benoît Drousie) en getekend door Jean-Claude Fournier.

## Inhoud
De Kannibrallen is een komische gagstrip over de antropofage familie Dekauwer (Frans: Ducroc). De familie bestaat uit een vader, moeder, een tienerdochter, een wat moeilijke zoon, een baby, een geadopteerde Vietnamese vluchteling en een hond. Fournier tekende de serie in een wat lossere komische stijl dan zijn andere strips Bizu en Robbedoes en Kwabbernoot.

## Publicatie
De stripreeks werd gepubliceerd in het Franstalige stripblad Spirou. Van 1998 t/m 2005 gaf uitgeverij Dupuis acht albums uit, die ook in het Nederlands werden vertaald. Als gimmick werden de albums gepubliceerd met een hapje uit de omslag. Dupuis publiceerde een Franstalige integrale uitgave in twee delen in 2017 en 2019.

## Albums
| Nummer | Titel                                                     | Uitgever | Jaar |
| ------ | --------------------------------------------------------- | -------- | ---- |
| 1      | Aan tafel! (Frans: À table!)                              | Dupuis   | 1998 |
| 2      | Wie eten we straks? (Frans: On mange qui, ce soir?)       | Dupuis   | 1999 |
| 3      | Bikken zonder bellen (Frans: Pour qui sonne le gras?)     | Dupuis   | 1999 |
| 4      | Een vleugeltje of een bout? (Frans: L'aile ou la cuisse?) | Dupuis   | 2000 |
| 5      | Kannibral pursuit (Frans: Crannibal pursuit)              | Dupuis   | 2001 |
| 6      | Abracada...MIAM!                                          | Dupuis   | 2002 |
| 7      | Krunsj! (Frans: Crunch!)                                  | Dupuis   | 2003 |
| 8      | Klein visje, zoet visje (Frans: Pêche au gros)            | Dupuis   | 2005 |